# قلعة أبو عريش
قلعة أبو عريش أو قلعة دار النصر، هي قلعة تاريخية تقع في وسط محافظة أبو عريش من منطقة جازان، لا يعرف من هو بانيها الأول. 

## موقع القلعة
تعتبر قلعة أبو عريش من القلاع الحربية التي شُيدت على الطراز التركي، وتقع داخل محافظة أبو عريش، وتتخذ الشكل المربع الشكل حيث يبلغ طول ضلعها 40م، وهي مدعمة بأبراج دائرية في جميع الأركان، وفي الجزء العلوي من جدارها الخارجي توجد فتحات مهمتها المراقبة والدفاع.

## مواد بناء القلعة
- الطوب المحروق أُستخدم في بناء القلعة، حيث تبلغ مقاساته 25×15×10سم وتغطيه طبقة من الملاط، ويعود تاريخ هذه القلعة تقريباً إلى 300-200 سنة.[2]

## تاريخها
- جاء ذكر قلعة أبي عريش في كتاب العقيق اليماني في حوادث 989 هـوجاء فيها أن الأمير التركي جعفر خرج إلى ناحية المسارحة فهزم، واستمر في المسير حتى وصل إلى قلعة أبي عريش.
- وفي أحداث عام 990 هـ ومن كتاب العقيق اليماني ذكر أن الأمير أحمد بن عيسى الطبي دخل مدينة أبي عريش محاربًا، فقام بمحاصرة الحامية التركية حتى استسلمت، وقام بتخريب قلعة أبي عريش.
- وفي سنة 991 هـ قام الحاكم التركي لمنطقة جازان بترميم قلعة أبي عريش وإصلاحها بعد الخراب الذي طالها نتيجة الحروب في تلك الفترة، وظلت عامرة إلى نهاية الدولة العثمانية الأولى 1036هـ، ومن ثم توالت عليها الإصلاحات، وبعد ذلك طالها الخراب والإهمال وانهارت أبنيتها.
- وفي عام 1354هـ أراد الشيخ عبد الله قاضي (أمير مالية جازان) أن يقوم بتعمير قلعة ى أبي عريش وبدأ بالفعل ولكنه توقف عن التعمير، وقد أصبحت القلعة أطلالاً؛ بسبب كثرة الخراب الذي تعرضت له، وفي عام 1391هـ انهارت بوابة القلعة الرئيسية بشكل تام.[3]

## البناء
اعتمد على استخدام الطوب المحرق في بناء القلعة، حيث استخدم عناصر البناء المحلية من خلال العمال المهرة المنتشرين بالمنطقة في استخدام الطوب المحرق في بناء الحوائط والفتحات بالقلعة حيث كان هذا النمط هوه النمط الأكثر انتشاراً وشيوعاً في المدن القديمة في تلك المنطقة.
أماا الأعمدة فقد استخدم في بناءها تم التدعيم باستخدام الاحجار في بناء الابراج الدائرية والتي كانت تستخدم في عمليات الحراسة وموقع الحامية وهذا النمط كان ينتشر في القلاع العثمانية على طول ساحل البحر الاحمر، الشكل التالي يوضح استخدام الاحجار والطوب المحروق في بناء الابراج والبلاتوهات  والعقود بالقلعة.
أما الأسقف فقد استخدم في بناءها سيقان الدوم المنتشر بالمنطقة بصورة كبيرة خاصة فالمنطقة المحيطة بوادي جازان في الجنوب.
تم استخدام الزخرفة والحلى بصورة ضعيفة جداً في المبنى وذلك بسبب الدور والوظيفة الرئيسية للمبنى والتي كانت تميل إلى استخدام المفردات المعمارية الخالية من الزخرفة واساليب الترف مثل التي توجد في القصور والمباني السكنية خاصة في الدولة العثمانية.
وتمثل القلعة نمط العمارة الحربية العسكرية والعثمانية والتي انتشرت في معظم الدول العربية والتي كانت تركز على تصميم الفتحات بصورة دفاعية تساهم في حماية المنطقة المحيطة من غارات الاعداء والبدو وكذلك حماية الحامية العسكرية المتواجدة بالقلاع الحربية وهذا ما يظهر في قلعة ابى عريش من الاستخدام المحدود للفتحات بغرض الدفاع والحماية العسكرية فقط كما توضحه الصور التالية.

## انظر ايضاً
- جازان
- قلعة الدوسرية

## وصلات خارجية
- إعادة إحياء قلعة أثرية في أبوعريش بعد إهمال 400 عام.